# Léon Deschamps (artiste)
Pour les articles homonymes, voir Léon Deschamps et Deschamps.
Léon Julien Deschamps est un sculpteur et médailleur français né le 26 mai 1860 à Paris et mort le 20 septembre 1928 à Moûtiers (Savoie).

## Biographie

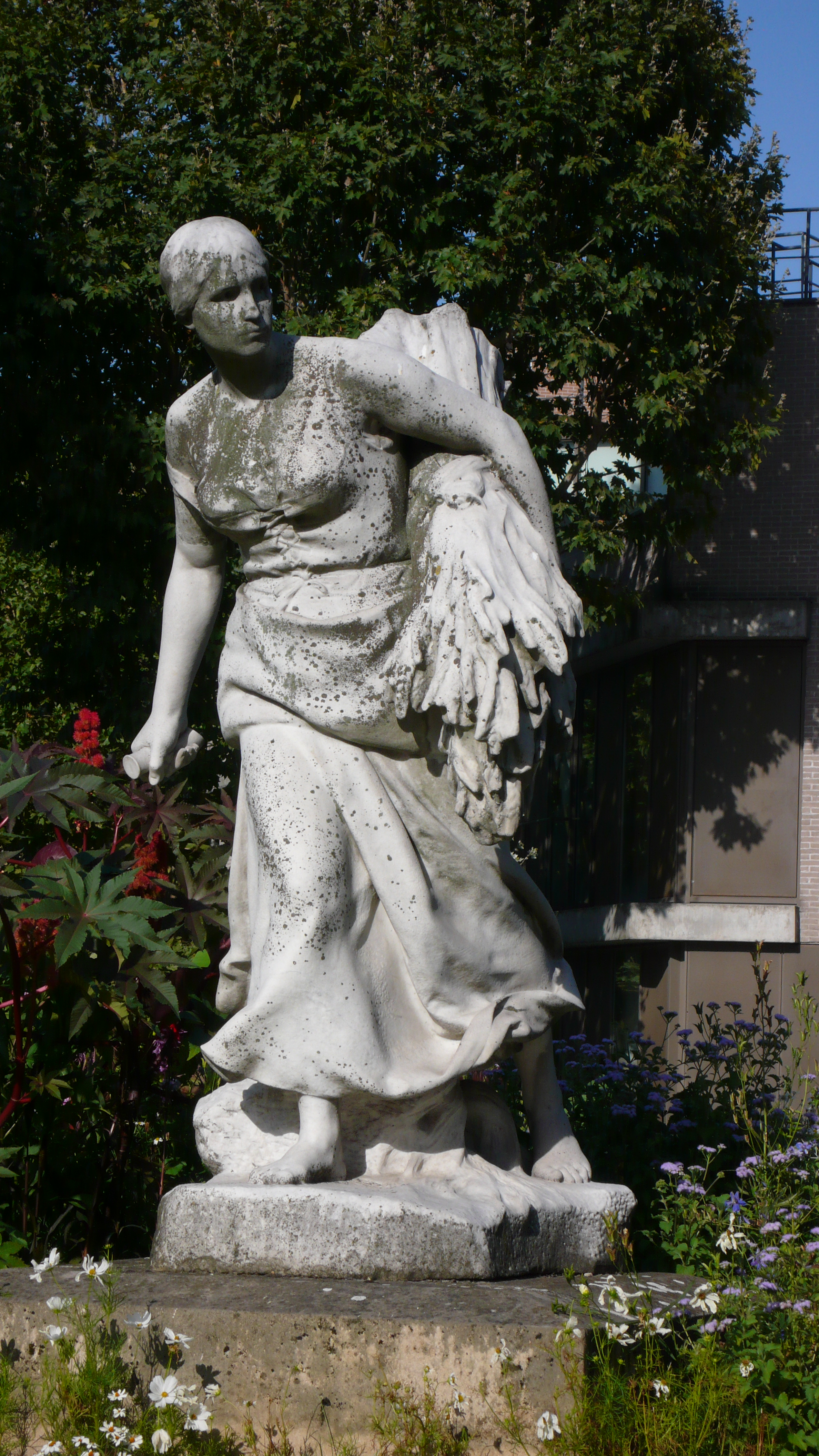
En moisson (1933), marbre, Paris, place Rhin-et-Danube.

Léon Deschamps est élève d'Auguste Dumont, d'Émile Thomas (1817–1882), d'Hippolyte Moreau et de Léon Delhomme (1841–1895) à l'École des beaux-arts de Paris.
Il expose au Salon des artistes français en 1887. Il devient sociétaire de la Société des artistes français en 1896 et professeur à l'École Estienne à partir de 1900.
La production de Deschamps consiste principalement en portraits sur médailles et plaques sur des sujets allégoriques, ainsi que diverses sculptures.

## Œuvres
- Jean Fouquet, entre 1860 et 1928, médaille[1].
- Portrait de M. Laurent, Salon de 1878, médaillon en terre cuite[2].
- Paul Bert, Salon de 1887, buste en plâtre[3].
- Portrait de Mme H. M…, Salon de 1888, bas-relief en plâtre[4].
- Projet de frise, Salon de 1888[5].
- Frise, Salon de 1888, plâtre[6].
- Lis, Salon de 1896, plaquette[7].
- Portrait de M. ***, Salon de 1889, médaillon en plâtre[8].
- Couple de paysans, le vieil âge, 1896, plaquette[9].
- Henri Estienne, 1896, médaille[10].
- Robert Estienne, 1896, médaille[11].
- Jean Gutenberg, 1896, médaille[12].
- F. et C. Audemard d'Alançon'', 1898, médaille[13].
- En Moisson, Salon de 1891, modèle en plâtre. Le marbre posthume est installé place Rhin-et-Danube à Paris en 1933[14]. Des réductions en bronze ont été éditées par la fonderie Susse[15].
- Conseil municipal [Paris], 1902, insigne[16].
- Auguste-Armand Fallières, président de la république française, 1906, médaille[17].
- Raymond Poincaré, médaille[18].
- Pierre Lampué, 1915, médaille[19].
- Ernest Gay, 1918, médaille[20].
- République française, 1919, médaille[21].
- Henri Sellier, 1920, médaille[22].
- César Caire, 1925, médaille[23].

## Réception critique
« Malgré la réputation du maître, j'aime moins la Moisson, de Léon-Julien Deschamps, médaillé et hors concours de Paris. Nul ne songera assurément à discuter ni les belles proportions, ni la facture de cette rude fille des champs ;  c'est une œuvre de premier ordre. Mais pourquoi lui donner cet air farouche qu'accentue la faucille brandie comme une arme de défense? »

— Le Rappel Républicain, Lyon, 6 mars 1904.